# Jane Grimston
Lady Jane Frederica Harriot Mary Grimston, contessa di Caledon (17 gennaio 1825 – Tittenhanger, 30 marzo 1888), è stata una nobildonna inglese.

## Biografia
Era la figlia di James Grimston, I conte di Verulam, e di sua moglie, Lady Charlotte Jenkinson.

## Matrimonio
Sposò, il 4 settembre 1845, James Alexander, III conte di Caledon, figlio di Du Pre Alexander, II conte di Caledon, e di sua moglie, Lady Catherine Freeman Yorke. Ebbero quattro figli:
- James Alexander, IV conte di Caledon (11 luglio 1846-27 aprile 1898), sposò Lady Elizabeth Graham Graham-Toler, ebbero quattro figli;
- Lord Walter Philip Alexander (9 febbraio 1849-30 ottobre 1934), sposò Margaret Katherine Grimston, ebbero due figli;
- Lady Jane Charlotte Elizabeth Alexander (1º maggio 1850-23 giugno 1941), sposò Edmund Barker Van Koughnet, non ebbero figli;
- Lord Charles Alexander (26 gennaio 1854-27 ottobre 1909), sposò Kate Stayner, ebbero quattro figli.

Ha ricoperto la carica di Lady of the Bedchamber della regina Vittoria tra il 1858 e il 1878.

## Morte
Morì il 30 marzo 1888, a 63 anni, a Tittenhanger, nello Hertfordshire.